# Nossendorf
Nossendorf est une commune allemande de la région historique de la Poméranie antérieure au nord du pays appartenant à l'arrondissement du Plateau des lacs mecklembourgeois.

## Géographie
Nossendorf se trouve à neuf kilomètres au nord-ouest de Demmin. Elle est traversée par la Trebel. L'autoroute 194 traverse également le territoire de la commune à l'est, et l'autoroute 110 au sud. L'autoroute 20 permet de l'atteindre par la sortie de Grimmen-West, à quinze kilomètres.
Outre le village de Nossendorf, la municipalité englobe les territoires des villages et hameaux d'Annenhof, Medrow, Toitz et Volksdorf.

## Personnalités
- Hans-Jürgen Syberberg (1935), cinéaste né au manoir de Nossendorf